# Cismon
(Proverbio Primierotto)
Il Cismon è un torrente che scorre tra Trentino e Veneto e costituisce il principale tributario del fiume Brenta. Nasce nei pressi di Passo Rolle e scorre lungo il Primiero; entra quindi nella val Cismon, nel Feltrino, e confluisce nel Brenta presso Cismon del Grappa, in provincia di Vicenza.
La portata del Cismon non è molto inferiore a quella del Brenta, di cui può essere considerato il ramo superiore. Un motto in dialetto primierotto abbastanza conosciuto nelle zone attraversate da questo torrente sostiene infatti che El Brenta no sarìe el Brenta se 'l Cismon no 'l ghe dese na spénta ("Il Brenta non sarebbe il Brenta se il Cismon non gli desse una spinta").
Nel 589 d.C., a seguito di un'alluvione devastante, il Cismon cambiò bacino fluviale, passando dal bacino del Piave, fiume nel quale confluiva tra Artèn (Fonzaso) e Caupo (Seren del Grappa) attraverso l'attuale torrente Stizzon, a quello del Brenta. Attualmente, invece, dopo aver attraversato la conca di Fonzaso, dà origine al lago artificiale del Corlo, le cui acque precorrono l'angusta valle di Incino e Rocca (frazioni di Arsiè), fino a riversarsi nel Brenta, in prossimità di Cismon del Grappa.
Le acque del Cismon e dei suoi affluenti sono sfruttate per l'alimentazione di diversi impianti idroelettrici. L'alto corso del Cismon è l'unico torrente trentino che presenta acque nella prima classe di qualità secondo l'indice biotico esteso (IBE), ottime per la pratica della pesca sportiva.

## Bacino idrografico e affluenti

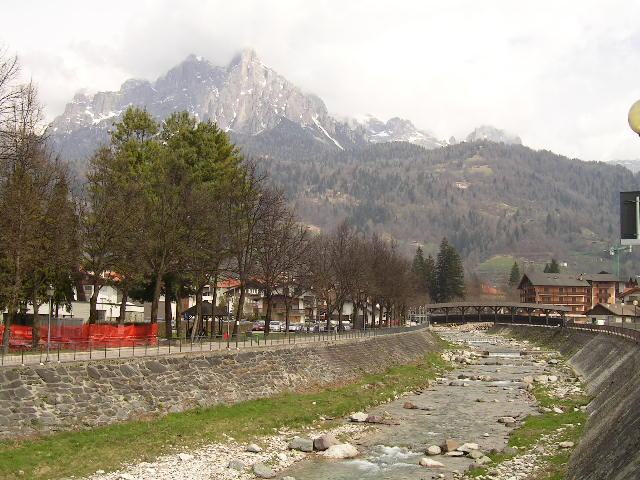
Il torrente nei pressi di Transacqua

Il bacino idrografico del Cismon si estende per 640 km2, di cui 445 nel comprensorio di Primiero. 
I comuni compresi (anche parzialmente) nel bacino del Cismon-Vanoi-Senaiga sono: Cismon del Grappa, Arsiè, Fonzaso, Lamon, Sovramonte, Castello Tesino, Cinte Tesino, Canal San Bovo, Primiero San Martino di Castrozza, Imèr, Mezzano, Ziano di Fiemme.
Lista dei principali immissari del torrente Cismon nella valle di Primiero:
Affluenti di destra
- rio Brentella;
- rio Tognola;
- rio Valmesta;
- rio Val del Diavolo;
- rio San Pietro;
- torrente Vanoi;
- torrente Senaiga.

Affluenti di sinistra
- rio Marmor;
- rio Pez Gaiart;
- rio Fontanelle;
- rio Val di Roda;
- rio Val della Vecia;
- rio Val Male;
- rio Lazer;
- torrente Canali;
- torrente Noana;
- rio Val Cesila;
- Rio Civerton.